# Labdarúgás a pánamerikai játékokon
A férfi labdarúgó tornát minden pánamerikai játékokon megrendezik a multi sportesemény első, 1951-es kiírása óta, a női tornát csak 1999-ben vezették be.

## Férfi torna

### Összefoglaló
| 1951 Részletek | Buenos Aires   | Argentína         |                         | Costa Rica | Chile              |                       | Venezuela          |
| 1955 Részletek | Mexikóváros    | Argentína         |                         | Mexikó     | Antigua és Barbuda |                       | Venezuela          |
| 1959 Részletek | Chicago        | Argentína         |                         | Brazília   | Egyesült Államok   |                       | Haiti              |
| 1963 Részletek | São Paulo      | Brazília          |                         | Argentína  | Chile              |                       | Uruguay            |
| 1967 Részletek | Winnipeg       | Mexikó            | 4–0 hu                  | Bermuda    | Trinidad és Tobago | 4–1                   | Kanada             |
| 1971 Részletek | Cali           | Argentína         |                         | Kolumbia   | Kuba               |                       | Trinidad és Tobago |
| 1975 Részletek | Mexikóváros    | Mexikó · Brazília | 1–1 hu (megosztott cím) |            | Argentína          | 2–0                   | Costa Rica         |
| 1979 Részletek | San Juan       | Brazília          | 3–0                     | Kuba       | Argentína          | 2–0                   | Costa Rica         |
| 1983 Részletek | Caracas        | Uruguay           |                         | Guatemala  | Brazília           |                       |                    |
| 1987 Részletek | Indianapolis   | Brazília          | 2–0 hu                  | Chile      | Argentína          | 0–0 (5–4) büntetőkkel | Mexikó             |
| 1991 Részletek | Havanna        | Egyesült Államok  | 2–1 hu                  | Mexikó     | Kuba               | 1–0                   | Honduras           |
| 1995 Részletek | Mar del Plata  | Argentína         | 0–0 (5–4) büntetőkkel   | Mexikó     | Kolumbia           | 3–0                   | Honduras           |
| 1999 Részletek | Winnipeg       | Mexikó            | 3–1                     | Honduras   | Egyesült Államok   | 2–1                   | Kanada             |
| 2003 Részletek | Santo Domingo  | Argentína         | 1–0                     | Brazília   | Mexikó             | 0–0 (5–4) büntetőkkel | Kolumbia           |
| 2007 Részletek | Rio de Janeiro | Ecuador           | 2–1                     | Jamaica    | Mexikó             | 1–0                   | Bolívia            |
| 2011 Részletek | Guadalajara    | Mexikó            | 1–0                     | Argentína  | Uruguay            | 2–1                   | Costa Rica         |
| 2015 Részletek | Toronto        | Uruguay           | 1–0                     | Mexikó     | Brazília           | 3–1 hu                | Panama             |
| 2019 Részletek | Lima           | Argentína         | 4–1                     | Honduras   | Mexikó             | 1–0                   | Uruguay            |

A tornát bajnokság formájában játszották le 1951-től 1963-ig, sem a döntőt, sem a harmadik helyért rendezett mérkőzést nem tartották meg. 1971-ben egy másik lebonyolítást használtak, ezen az alkalommal a tornát csoportmérkőzések formájában rendezték, de a döntő szakaszt is csoportmérkőzéses rendszerben bonyolították le. Az 1983-as tornán csak három csapat játszott a csoportkörös döntőben, ahol az első és utolsó alkalommal nem volt negyedik helyezett csapat.

### Éremtáblázat
| Csapat             | Arany                                          | Ezüst                       | Bronz                 |
| ------------------ | ---------------------------------------------- | --------------------------- | --------------------- |
| Argentína          | 7 (1951*, 1955, 1959, 1971, 1995*, 2003, 2019) | 2 (1963, 2011)              | 3 (1975, 1979*, 1987) |
| Mexikó             | 4 (1967, 1975*, 1999, 2011*)                   | 4 (1955*, 1991, 1995, 2015) | 3 (2003, 2007, 2019)  |
| Brazília           | 4 (1963*, 1975, 1979, 1987)                    | 2 (1959, 2003)              | 2 (1983, 2015)        |
| Uruguay            | 2 (1983, 2015)                                 |                             | 1 (2011)              |
| Egyesült Államok   | 1 (1991)                                       |                             | 2 (1959*, 1999)       |
| Ecuador            | 1 (2007)                                       |                             |                       |
| Chile              |                                                | 1 (1987)                    | 2 (1951, 1963)        |
| Kuba               |                                                | 1 (1979)                    | 2 (1971, 1991*)       |
| Honduras           |                                                | 2 (1999, 2019)              |                       |
| Kolumbia           |                                                | 1 (1971*)                   | 1 (1995)              |
| Bermuda            |                                                | 1 (1967)                    |                       |
| Costa Rica         |                                                | 1 (1959)                    |                       |
| Guatemala          |                                                | 1 (1983)                    |                       |
| Jamaica            |                                                | 1 (2007)                    |                       |
| Antigua és Barbuda |                                                |                             | 1 (1955)              |
| Trinidad és Tobago |                                                |                             | 1 (1967)              |

* = házigazda

## Női torna

### Összefoglaló
| 1999 Részletek | Winnipeg       | Egyesült Államok | 1–0                   | Mexikó           | Costa Rica | 1–1 (4–3) büntetőkkel | Kanada    |
| 2003 Részletek | Santo Domingo  | Brazília         | 2–1 hu                | Kanada           | Mexikó     | 4–1                   | Argentína |
| 2007 Részletek | Rio de Janeiro | Brazília         | 5–0                   | Egyesült Államok | Kanada     | 2–1                   | Mexikó    |
| 2011 Részletek | Guadalajara    | Kanada           | 1–1 (4–3) büntetőkkel | Brazília         | Mexikó     | 1–0 hu                | Kolumbia  |
| 2015 Részletek | Toronto        | Brazília         | 4–0                   | Kolumbia         | Mexikó     | 2–1                   | Kanada    |
| 2019 Részletek | Lima           | Kolumbia         | 1–1 (7–6) büntetőkkel | Argentína        | Costa Rica | 1–0 hu                | Paraguay  |

### Éremtáblázat
| Csapat           | Arany                 | Ezüst    | Bronz                 |
| ---------------- | --------------------- | -------- | --------------------- |
| Brazília         | 3 (2003, 2007*, 2015) | 1 (2011) |                       |
| Kanada           | 1 (2011)              | 1 (2003) | 1 (2007)              |
| Egyesült Államok | 1 (1999)              | 1 (2007) |                       |
| Kolumbia         | 1 (2019)              | 1 (2015) |                       |
| Mexikó           |                       | 1 (1999) | 3 (2003, 2011*, 2015) |
| Costa Rica       |                       | 1 (2019) | 1 (1999)              |
| Argentína        |                       | 1 (2019) |                       |

## Külső hivatkozások
- RSSSF archívum